# Schuja (Njomda)
Die Schuja (russisch Шуя) ist ein 170 km langer Fluss im europäischen Teil Russlands. Sie ist ein linker und der größte Nebenfluss der Njomda im Flusssystem der Wolga.

## Beschreibung
Die Schuja entspringt in den südlichen Galitscher Höhen im westlichen Zentrum der Oblast Kostroma, in der Nähe der Siedlung (Possjolok) Loparjowo. Sie fließt zunächst in östlicher Richtung durch die waldreiche Landschaft. Kurz nachdem sie das Dorf Bor durchflossen hat, schwenkt sie in Richtung Süden um.
Die Schuja durchfließt nun ein sehr dünn besiedeltes Waldgebiet. Der Fluss ist auf seinem gesamten Lauf sehr kurvenreich und besitzt zahlreiche Altarme.

## Hydrologie und Nutzung
Die Schuja ist durchschnittlich von November bis April gefroren, auf das Brechen des Eises und die Schneeschmelze folgen Frühjahrshochwässer. Weitere Überschwemmungen gibt es im Sommer und Herbst. Der Fluss wurde früher für die Flößerei genutzt. Er ist nicht schiffbar.